# 章克申 (犹他州)
章克申（英語：Junction）是美国犹他州派尤特郡下属的一座城市。建市于 1880年，面积大约为15平方英里（39平方公里），海拔约为6,007英尺（1,831米）。根据2010年美国人口普查，该市有人口191人。